# Saint-Julien-du-Tournel
Saint-Julien-du-Tournel (okcitán nyelven Sant Julien du Tournel) korábbi község Franciaország Okcitánia régiójában, Lozère megyében. 2010-ben 110 lakosa volt.
2017. január 1-jén öt másik korábbi községgel egyesült és az így létrejött Mont Lozère et Goulet új község része lett.

## Fekvése

A Tourneli Báróság címere

Saint-Julien-du-Tournel a Lot-folyó völgyében fekszik, 964 méteres (a községterület 912-1542 méteres) tengerszint feletti magasságban, Le Bleymardtól 6,5 km-re nyugatra. A Lot völgyét északról a Goulet-hegy, délről pedig a Lozère-hegy gránitmasszívumai övezik. A Lot bal oldali mellékvizének, az Oultet-pataknak a völgye is a községhez tartozik; melynek területe egészen a Goulet-hegy 1500 méter fölé magasodó vízválasztójáig terjed. A község területe 38,57 km², ebből 8,14 km²-t (21%) borít erdő. A község legdélebbi része a Cévenneki Nemzeti Park része.
Nyugatról Bagnols-les-Bains és Chadenet, délnyugatról Lanuéjols, délről Saint-Étienne-du-Valdonnez, délkeletről Mas-d’Orcières, keletről Le Bleymard, északkeletről Belvezet, északról pedig Allenc községekkel határos.
A községen áthalad a D901-es megyei út, mely a Lot völgyében Le Bleymard (6,5 km), valamint a megyeszékhely (19,5 km) felé teremt összeköttetést. A D901-es út a Tournel-várnál rövid alagúton is keresztülhalad.
A községhez tartoznak a következő települések: Auriac, Oultet, Les Sagnes. Auriac közúton csak a szomszédos Bagnols-les-Bains községen keresztül közelíthető meg.

## Története
A település utónevét Tournel váráról kapta, mely a 13. századtól kezdve Gévaudan egyik báróságának, Tournelnek a központja volt. A vár a 16. század végén, a vallásháborúk során pusztult el.
Az elvándorlás következtében lakossága az elmúlt két évszázad során kevesebb mint egytizedére csökkent. A község területén palabányászat folyik.

### Demográfia
| Év   | Lakosság |
| ---- | -------- |
| 1793 | 1200     |
| 1851 | 1276     |
| 1876 | 1198     |
| 1901 | 573      |
| 1936 | 539      |

| Év   | Lakosság |
| ---- | -------- |
| 1946 | 397      |
| 1954 | 300      |
| 1962 | 264      |
| 1968 | 183      |

| Év   | Lakosság |
| ---- | -------- |
| 1975 | 148      |
| 1982 | 146      |
| 1990 | 109      |
| 1999 | 109      |
| 2010 | 110      |

## Nevezetességei
- Tournel várának romjai - a 12–13. századi várat a Mathieu Merle vezette hugenotta hadak rombolták le 1580 körül.
- Saint-Julien templom - a 12-13. században épült román stílusban. Berendezése nagyrészt 18. századi. A templomban értékes falfestmények láthatóak.
- Auriac, Sagnes és Oultet településeken 19. századi műemlék haranglábak találhatóak.[4]
- A község területén két menhir is található: Quincos- és Felgère-menhir[5]

## Képtár

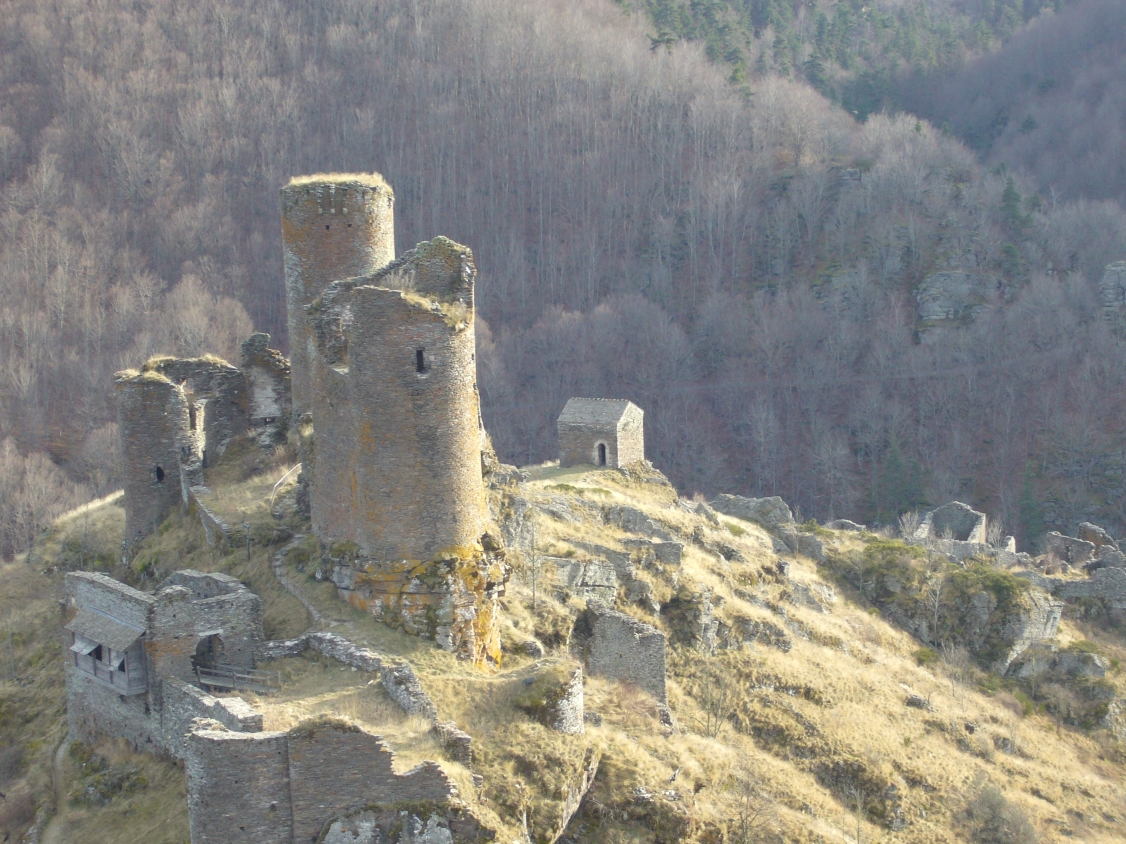
Tournel várának romjai
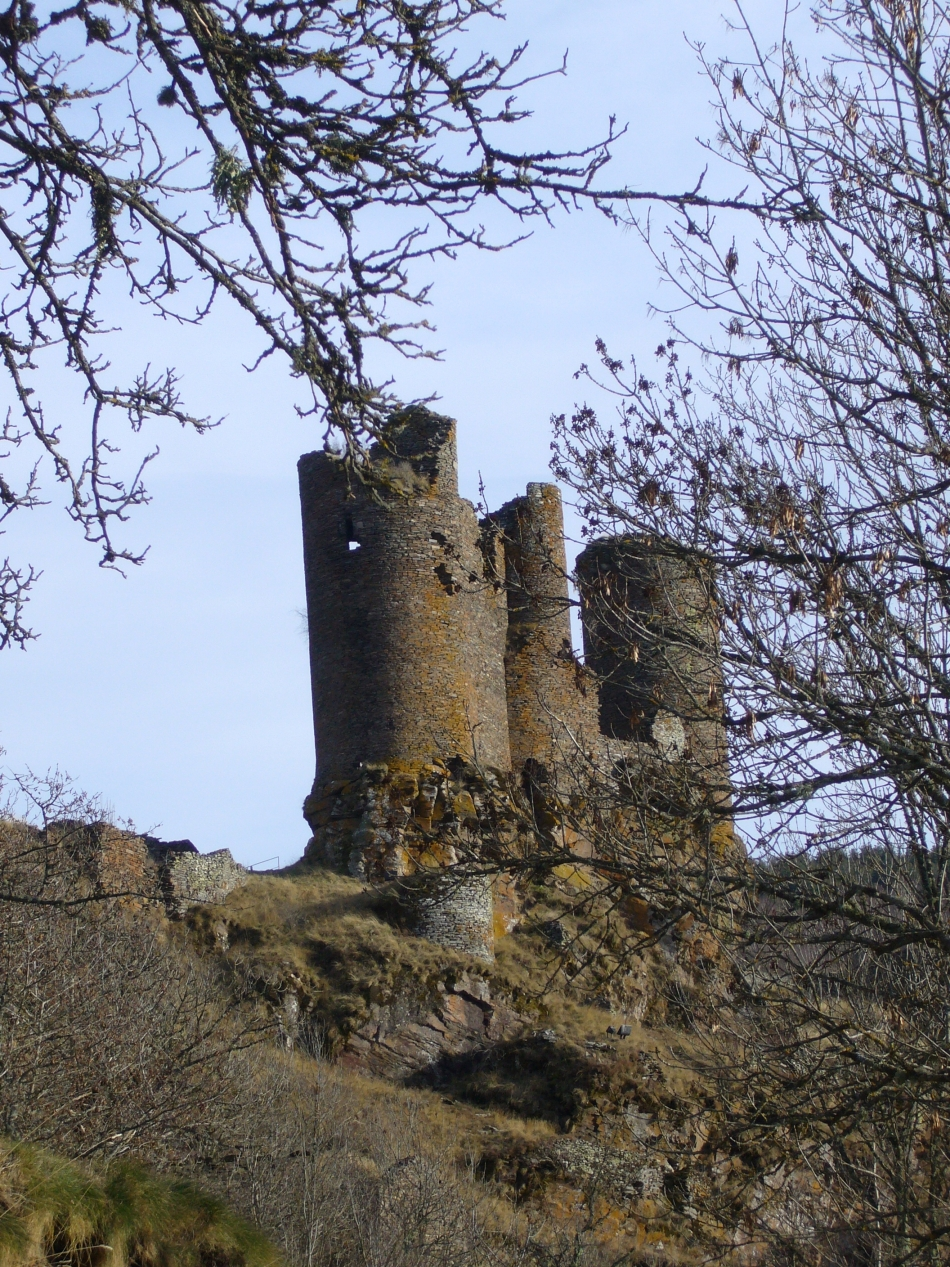
Tournel várának romjai
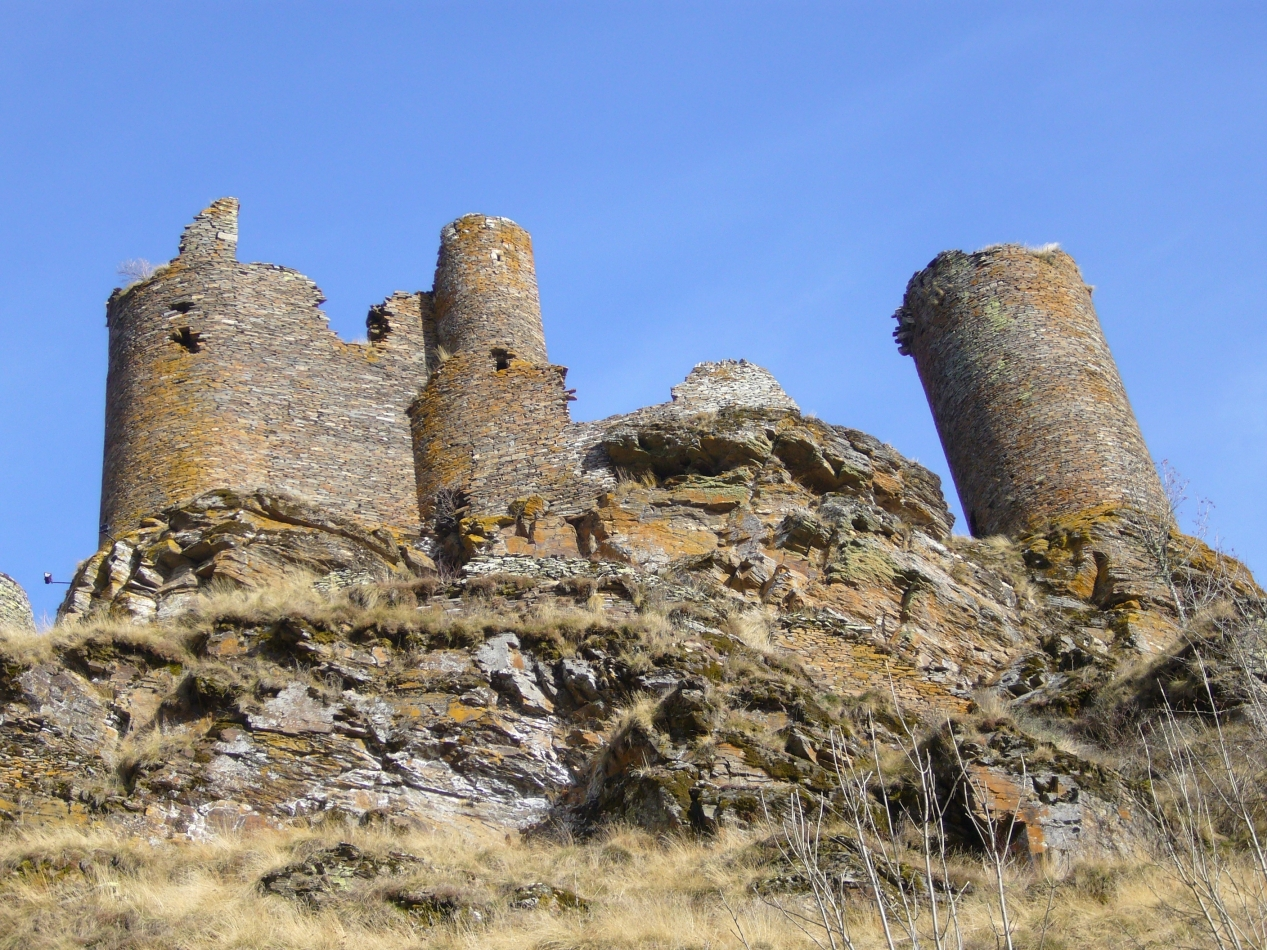
Tournel várának romjai
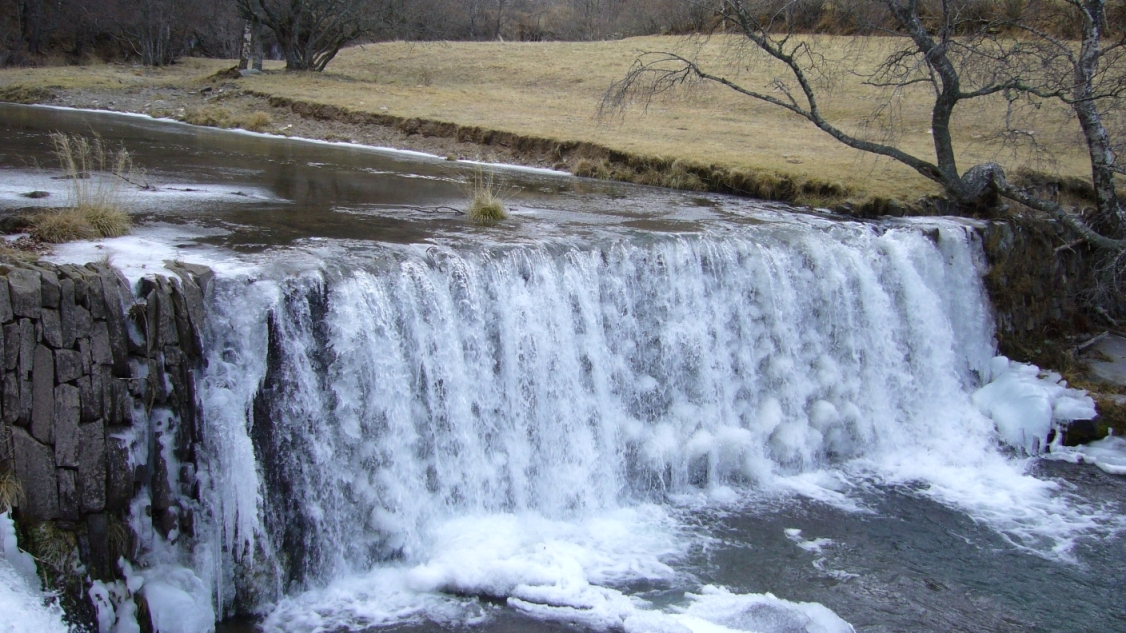
A Lot-folyó Saint-Julien-du-Tournelnél
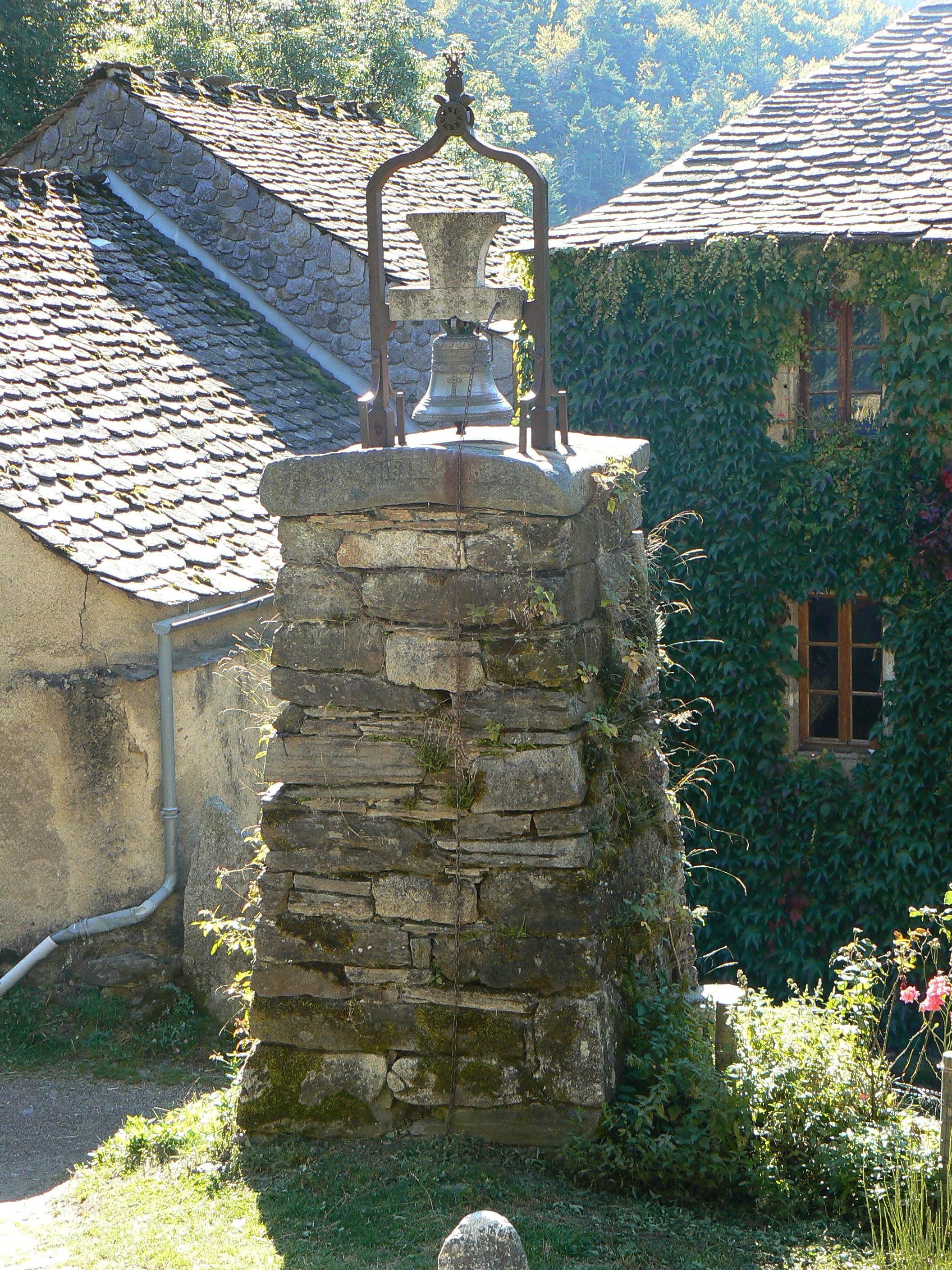
Auriac - harangláb
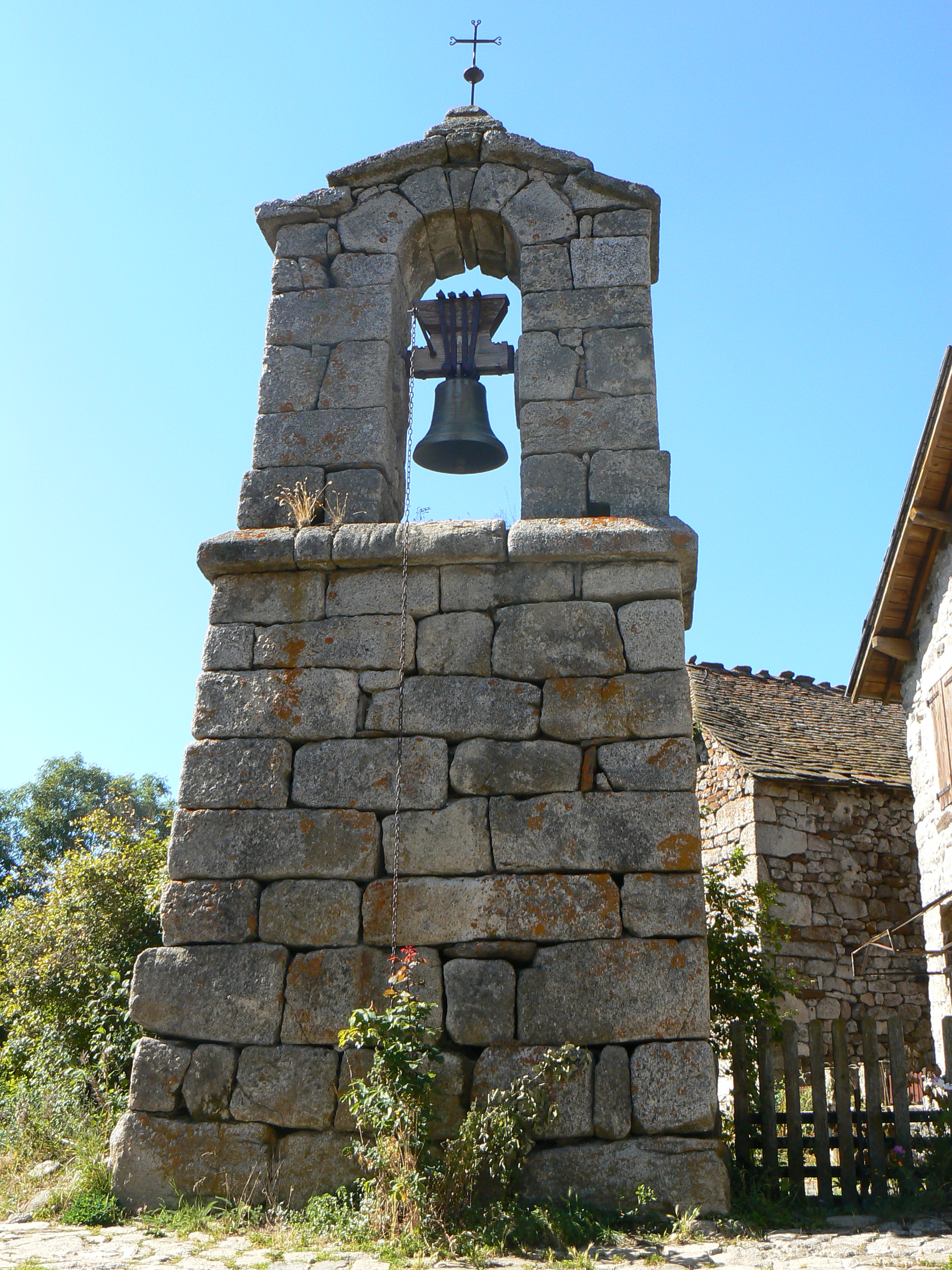
Les Sagnes - harangláb

## Lásd még
- Lozère megye községei

## Külső hivatkozások
- Nevezetességek (franciául)
- Fényképek a Tournel-várról
- A község részletes térképe